# لی یونقی
لی یونقی (انگلیسی: Li Yunqi؛ زادهٔ ۲۸ اوت ۱۹۹۳) شناگر اهل چین است.